# Shuffering and Shmiling
Albums de Fela Kuti
Sorrow Tears and Blood
(1977) Unknown Soldier
(1979)
Shuffering and Shmiling est un album du compositeur, chef d'orchestre et multi-instrumentiste nigérian Fela Kuti enregistré en 1977 et sorti en 1978.

## Titres
Tous les titres ont été composés par Fela Kuti.
| No | Titre                                  | Durée |
| -- | -------------------------------------- | ----- |
| 1. | Shuffering and Shmiling (Vocal)        | 12:12 |
| 2. | Shuffering and Shmiling (Instrumental) | 9:47  |

## Musiciens
- Fela Kuti - saxophone tenor, saxophone alto , piano électrique, chant
- Tunde Williams, Nwokoma Ukem - trompette
- Christopher Uwaifor - saxophone tenor
- Lekan Animashaun - saxophone baryton
- Leke Benson, Okalve Ojeah, Oghene Kologbo - guitare
- Nweke Atifoh - guitare basse
- Tony Allen - batterie
- Ayoola Abayomi - percussions
- Babajide Olaleye - maracas
- Oladeinde Koffi, Addo Nettey, Shina Abiodun - conga